# Stazione di Higashi-Ikebukuro
La Stazione di Higashi-Ikebukuro (東池袋駅?, Higashi-Ikebukuro-eki) è una stazione della metropolitana di Tokyo, si trova a Toshima. La stazione è servita dalla linea Yūrakuchō della Tokyo Metro.

## Struttura
La stazione è dotata di una piattaforma a isola con due binari.
| 1 | Linea Yūrakuchō | per Iidabashi, Yūrakuchō e Shin-Kiba        |
| 2 | Linea Yūrakuchō | per Ikebukuro, Wakōshi, Shinrinkōen e Hannō |

## Stazioni adiacenti
| «               | Servizio        | »               |
| Linea Yūrakuchō | Linea Yūrakuchō | Linea Yūrakuchō |
| --------------- | --------------- | --------------- |
| Ikebukuro       | -               | Gokokuji        |